# Telecomunicaciones en Afganistán

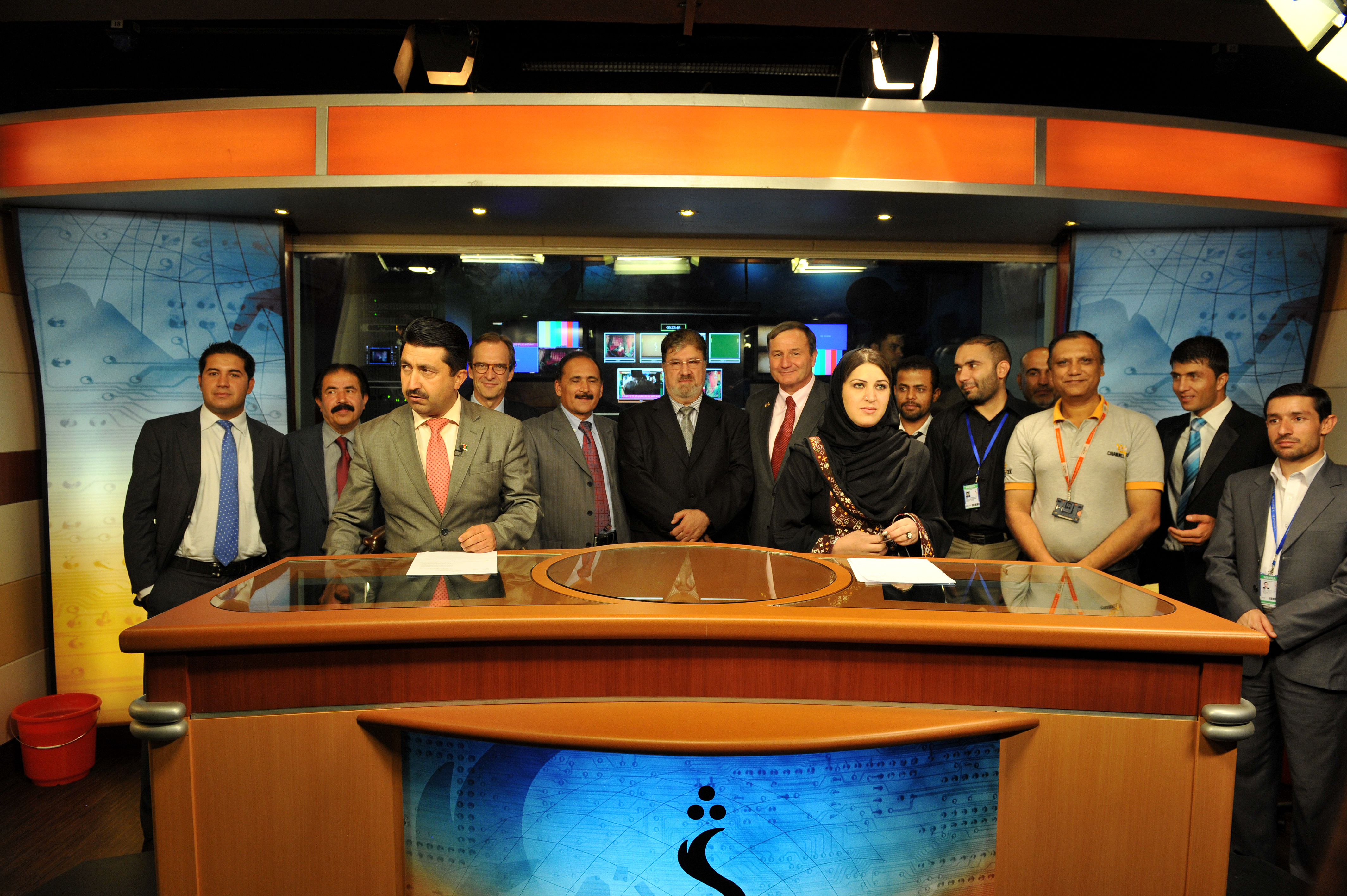
Ceremonia especial celebrada dentro del estudio de televisión Shamshad en 2010, que es una de las estaciones de televisión afganas.

Las Telecomunicaciones en Afganistán están bajo el control del Ministerio de Tecnología de la Información y las Comunicaciones (MCIT). Se ha expandido rápidamente después de que la administración de Karzai asumiera el poder a fines de 2001, y se ha embarcado en compañías inalámbricas, internet, estaciones de radio y canales de televisión.
El gobierno afgano firmó un acuerdo de 64,5 millones de dólares en 2006 con ZTE de China sobre el establecimiento de una red de cable de fibra óptica en todo el país. El proyecto comenzó a mejorar los servicios de transmisión por teléfono, Internet, televisión y radio en todo Afganistán. Aproximadamente el 90% de la población del país tenía acceso a los servicios de comunicación en 2014.
Afganistán utiliza su propio satélite espacial llamado Afghansat 1. Hay alrededor de 18 millones de usuarios de teléfonos móviles en el país. Las empresas de telecomunicaciones incluyen Afghan Telecom, Afghan Wireless, Etisalat, MTN, Roshan, Salaam. El 20% de la población tiene acceso a Internet

## Telefonía
Hay alrededor de 32 millones de suscriptores de teléfonos móviles GSM en Afganistán en 2016, con más de 114.192 líneas telefónicas fijas y más de 264.000 suscriptores de CDMA. Las comunicaciones móviles han mejorado debido a la introducción de operadores inalámbricos en este país en desarrollo. El primero fue Afghan Wireless , que tiene su sede en Estados Unidos y fue fundada por Ehsan Bayat. El segundo fue Roshan, que comenzó a brindar servicios a las principales ciudades de Afganistán. También hay varias estaciones VSAT en las principales ciudades como Kabul, Kandahar, Herat, Mazari Sharif y Jalalabad, que brindan conectividad de voz / datos nacional e internacional. El código de llamadas internacionales para Afganistán es +93 . La siguiente es una lista parcial de compañías de telefonía móvil en el país:
- Afghan Wireless , proporciona servicios 4G
- Etisalat, brinda servicios 4G
- MTN Group, proporciona servicios 4G[4][5]
- Roshan
- Red Salaam

Todas las empresas que prestan servicios de comunicación están obligadas a entregar el 2,5% de sus ingresos al fondo de desarrollo de la comunicación anualmente. Según el Ministerio de Tecnología de la Información y las Comunicaciones hay 4760 torres activas en todo el país que cubren al 85% de la población. El Ministerio de Comunicaciones y Tecnologías de la Información prevé ampliar sus servicios en zonas remotas del país donde se cubrirá el 15% restante de la población con la instalación de 700 nuevas torres.
Las llamadas telefónicas en Afganistán han sido monitoreadas por la Agencia de Seguridad Nacional según WikiLeaks.

### MTN-Afganistán
MTN 21 Según un acuerdo de duopolio de tres años entre el MCIT y los operadores móviles AWCC y Roshan, ningún operador móvil podía entrar en el mercado de telecomunicaciones afgano hasta julio de 2006. La tercera licencia GSM se otorgó a Areeba en septiembre de 2005 por un período de 15 años. y una tarifa de licencia total de $ 40,1 millones. Areeba era una subsidiaria de la firma Investcom con sede en Líbano en consorcio con Alokozai-FZE. Después de comenzar los servicios en julio de 2006, Areeba tenía una suscripción estimada de 200.000 a fines de ese año. Posteriormente, Areeba fue adquirida por Mobile Telephone Network (MTN) con sede en Sudáfrica a mediados de 2007 como parte de una fusión global de $ 5,53 mil millones entre las dos compañías. MTN-Afghanistan es una subsidiaria de MTN Group, con sede en Sudáfrica, una empresa multinacional de telecomunicaciones que opera en Oriente Medio y África. MTN es el accionista mayoritario (90%), mientras que International Finance Corporation (IFC) con un 9% también es accionista de deuda y capital de MTN-Afganistán. MTN opera en la banda GSM de 900–1800 MHz y, a partir de 2012, tiene 4,5 millones de suscriptores y cobertura de servicio en la mayoría de las ciudades importantes, 464 distritos y las 34 capitales de provincia. Con más de $ 400 millones en inversión total, MTN ofrece servicios móviles de voz, SMS, MMS, SRS, GPRS, fax, correo de voz y PCO a través de tarifas prepagas, pospagas y corporativas.
MTN tiene acuerdos de interconexión con todos los operadores de telecomunicaciones nacionales y ofrece roaming internacional de voz y SMS en 121 países y 227 operadores a través de tarifas de roaming de prepago y pospago. MTN también tiene una licencia de ISP nacional que la empresa recibió en noviembre de 2008. MTN fue la primera empresa en introducir el popular sistema de facturación por segundo en el país (también conocido como "paga mientras habla") que permite a sus suscriptores realizar un seguimiento transparente de sus tiempo de conversación y recibir resúmenes de facturación a través de SMS. El esquema fue tan popular que otras empresas GSM adoptaron rápidamente este método.

## Internet

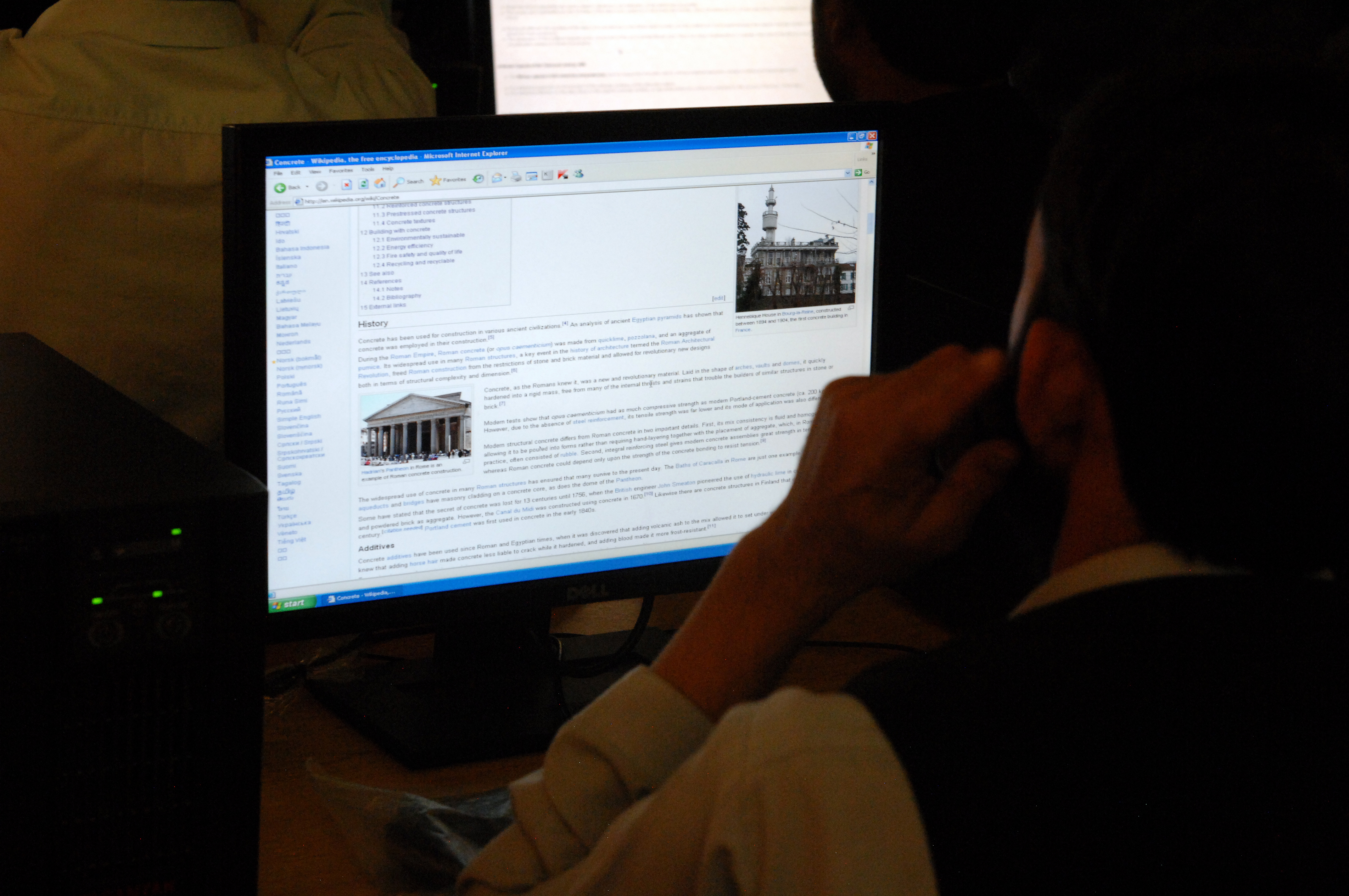
Usuario de Internet en la Universidad de Kandahar.

Afganistán recibió el control legal del dominio " .af " en 2003, y se estableció el Centro de Información de la Red de Afganistán (AFGNIC) para administrar los nombres de dominio. A partir de 2016, hay al menos 55 proveedores de servicios de Internet (ISP) en el país. Internet en Afganistán también está en el pico con más de 5 millones de usuarios en 2016.
Según el Ministerio de Comunicaciones, los siguientes son algunos de los diferentes ISP que operan en Afganistán:
- TiiTACS Internet Services
- AfSat
- Afghan Telecom
- Neda
- CeReTechs Archivado el 3 de agosto de 2013 en Wayback Machine.
- Insta Telecom
- Global Services (P) Limited
- Rana Technologies
- Global Entourage Services
- LiwalNet
- Vizocom

## Televisión

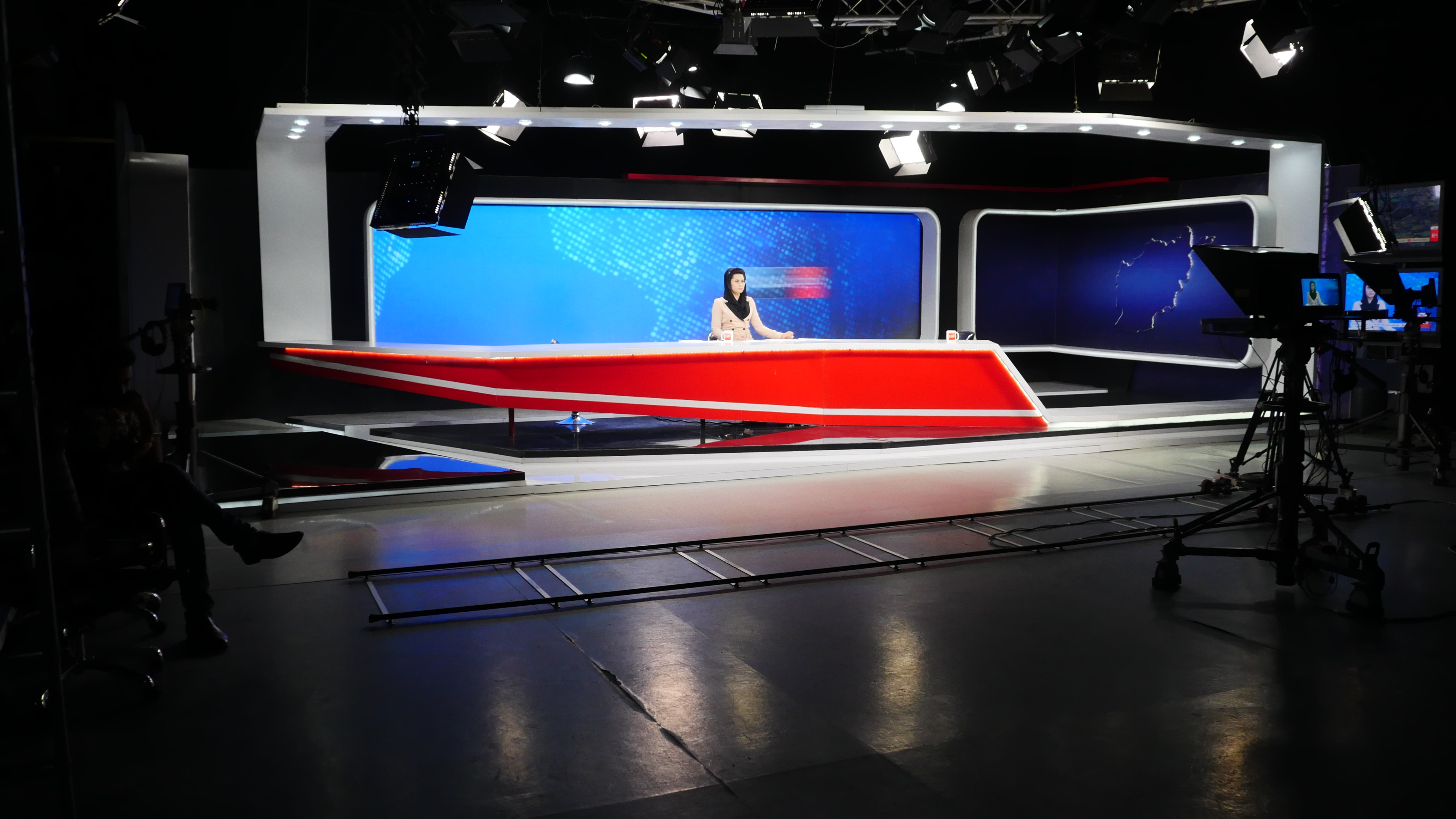
Estudio de TOLOnews, el cual es otro canal de noticias afgano

Hay más de 106 operadores de televisión en Afganistán y 320 transmisores de televisión, muchos de los cuales tienen su sede en Kabul, mientras que otros se transmiten desde otras provincias. Los canales extranjeros seleccionados también se muestran al público en Afganistán, pero con el uso de Internet, se puede acceder a más de 3.500 canales de televisión internacionales en Afganistán.

## Radio
Se estima que hay 150 operadores de radio FM en todo el país. Las transmisiones se realizan en dari, pashto, inglés, uzbeki y varios otros idiomas.
Los oyentes de radio en general están disminuyendo y la televisión los supera lentamente en número. De las 6 ciudades principales de Afganistán, Kandahar y Khost tienen el número máximo de oyentes de radio. Kabul y Jalalabad tienen un número moderado de oyentes. Sin embargo, Mazar-e-Sharif y especialmente Herat tienen muy pocos oyentes de radio.

## Servicio Postal
En 1870, se estableció una oficina central de correos en Bala Hissar en Kabul y una oficina de correos en la capital de cada provincia. El servicio se fue expandiendo lentamente a lo largo de los años a medida que se establecieron más oficinas postales en cada gran ciudad en 1918. Afganistán se convirtió en miembro de la Unión Postal Universal en 1928 y la administración postal se elevó al Ministerio de Comunicación en 1934. La guerra civil causó una interrupción en la emisión de sellos oficiales durante la guerra de los años 80 y 90, pero en 1999 el servicio postal volvió a funcionar. Los servicios postales hacia y desde Kabul funcionaron notablemente bien durante los años de guerra. Los servicios postales hacia y desde Herat se reanudaron en 1997. El gobierno afgano ha informado a la UPU en varias ocasiones sobre la emisión y venta de sellos ilegales en 2003 y 2007.
Afganistán Post ha estado reorganizando el servicio postal en la década de 2000 con la ayuda de Pakistán Post. La Comisión Postal de Afganistán se formó para preparar una política escrita para el desarrollo del sector postal, que formará la base de una nueva ley de servicios postales que rige la concesión de licencias a los proveedores de servicios postales. Se esperaba que el proyecto terminara en 2008.

## Satélite
En enero de 2014, el Ministerio de Comunicaciones y Tecnología de la Información de Afganistán firmó un acuerdo con Eutelsat para el uso de recursos satelitales para mejorar el despliegue de la infraestructura de telecomunicaciones y radiodifusión nacional de Afganistán, así como su conectividad internacional. Afghansat 1 se lanzó oficialmente en mayo de 2014 y se espera que esté en servicio durante al menos siete años en Afganistán. El gobierno afgano planea lanzar Afghansat 2 después de que finalice el arrendamiento de Afghansat 1.